# Cala de Santes Creus
La platja de les Santes Creus, o cala de Santes Creus, és una platja natural del municipi de l'Ametlla de Mar (Baix Ebre) situada a llevant del cap de Santes Creus, entre la punta de l'Àliga i el port de l'Estany. Forma part de l'espai protegit d'interès natural 'Cap de Santes Creus'. Està a la desembocadura del torrent de Santes Creus, on es formen dos estanys d'inundació permanent d'alt interès ecològic. Té una longitud de 124 m i una amplada mitjana de 40 m, formada per sorra fina, grava i còdols. No disposa de serveis. S'hi pot accedir per la ruta senderista GR 92.